# ミッソンダム
ミッソンダム（Myitsone Dam、ビルマ語: မြစ်ဆုံ တာတမံ [mjɪʔsʰòʊɰ̃ tàtəmàɰ̃]; lit. 「合流点のダム」）は、ミャンマー北部・エーヤワディー川の源流にあたるマリ川とンマイ川の合流点での建設が計画されていた大規模ダムである。計画は凍結されているものの、中華人民共和国は再開を呼びかけている。

## 沿革
本来ならば2017年竣工であり、堤頂長1,310メートル (4,300 ft)、堤高139.6メートル (458 ft) の、当時世界で15番目に大きいダムになる予定であった。中国電力投資集団公司（中電投）とアジア・ワールドの合弁会社である、エーヤワディ川上流部合流域水力発電会社（Upstream Ayeyawady Confluence Basin Hydropower Company）が建設事業者であった。計画上は、発電容量6,000メガワットの水力発電所を構え、中国雲南省に電力輸出をおこなうことになっていた。中電投は、輸出に供されるのはあくまで余剰電力であると主張しているが、反対派は、ミャンマー国民のほとんどは、ミッソンダムによる電力供給の恩恵を受けないとして、これに懐疑的である。
ミッソンダムの建設計画は、その水没地域が広大であること、環境への影響、ザガイン断層（Sagaing faultline）から60マイル (97 km)というその地理的位置、両国間の電力供給の不均衡などから、ミャンマー国内で大きな論議を呼んだ。多くのミャンマー人は、ダム建設工事を、中国のミャンマーに対する影響力拡大を象徴するものであると考え、西洋諸国の経済制裁により孤立する同国への「搾取」であると考えた。政府官僚の間ですら、この計画に関する立場はわかれた。
民政移管中の2011年9月30日、テインセイン大統領はミッソンダム計画を、自らの任期中に凍結すると発表した。国民の世論を考慮したこの決定は多くの者が予期しなかったものであり、1962年以来続いた権威主義的体制を覆す事件であると理解された。